# Jean-Pierre Chambellan
Jean-Pierre Chambellan (ur. 7 października 1958) – francuski zapaśnik w stylu klasycznym. Olimpijczyk z Los Angeles 1984, gdzie odpadł w eliminacjach w kategorii 52 kg. Siódmy w mistrzostwach Europy w 1984. Brązowy medal na igrzyskach śródziemnomorskich w 1983 roku.